# ニコラ2世 (ロレーヌ公)

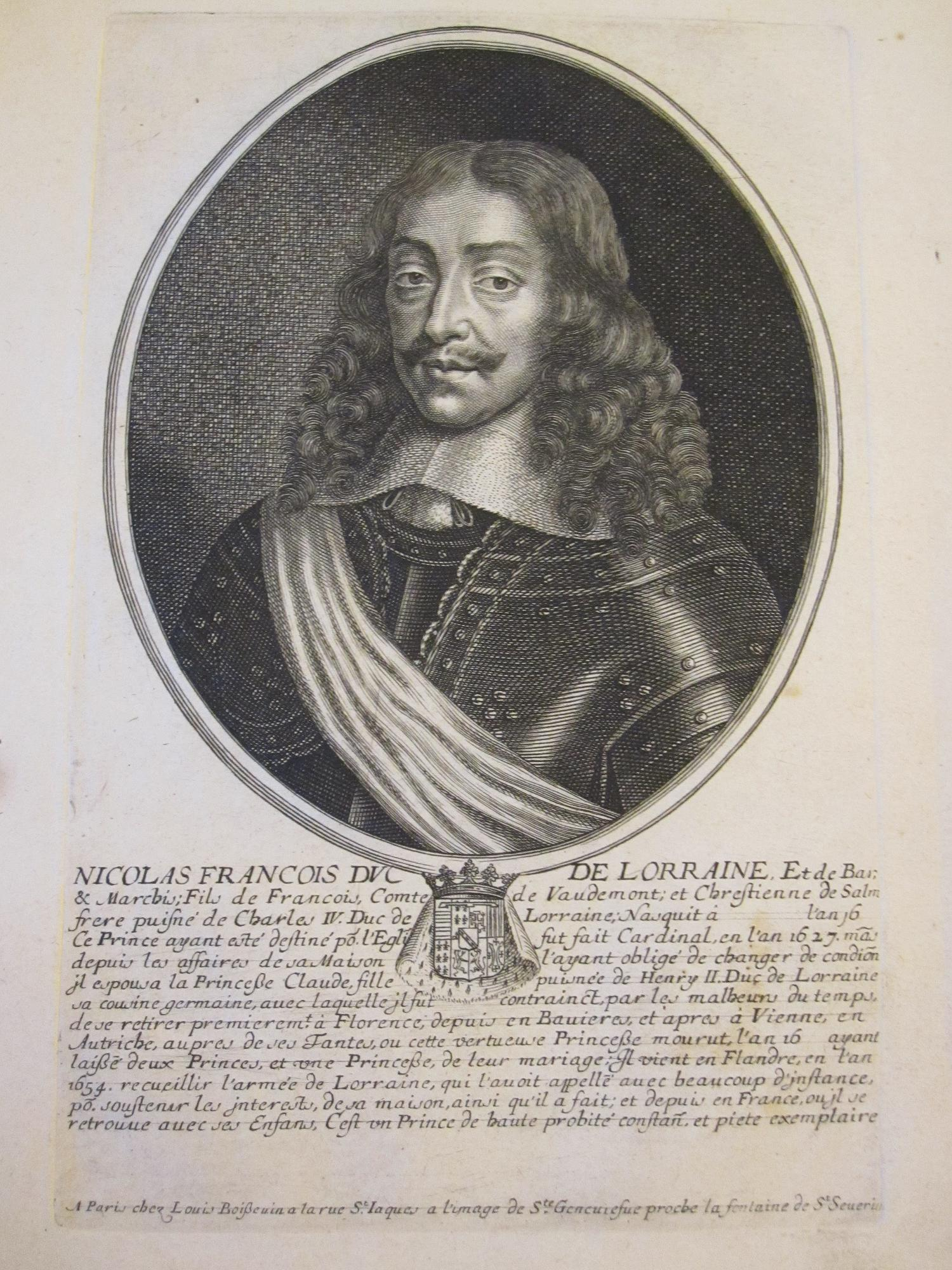
ロレーヌ公ニコラ2世

ロレーヌ枢機卿の紋章

ニコラ2世フランソワ（Nicholas II François, 1612年12月12日 - 1670年1月25日）は、ロレーヌ公（在位：1634年 - 1661年）。ドイツ語名ではニコラウス2世フランツ（Nikolaus II. Franz）。フランソワ2世とその妻クリスティーヌ・ド・サルムの間の三男で、シャルル4世の弟。

## 生涯
出生時にはロレーヌ家分家の次男であり、公位を継げる見込みがなかったので、聖職者として生涯を送る予定であった。1619年に幼くしてトゥールの助祭になり、1624年には司教になったが、実際に聖職に就いたわけではなかった。1622年から1629年までポンタ＝ムッソンの大学で哲学と神学を学び、1629年にナンシーへ戻った。枢機卿に昇進した後、2人のイエズス会の司祭から個人教授を受けた。
ニコラはいくつかの修道院の名目上の修道院長になり、また兄シャルルやフランス王ルイ13世によって、いくつかの大使館へ送られた。ニコラが枢機卿になったのは1626年であるが、翌1627年まで公表されなかった。また、彼は赤い角帽をかぶったり助祭を迎えたりはしなかった。
1634年、ニコラは兄シャルルに圧力をかけて退位させ、自らロレーヌ公位に就いた。さらに、枢機卿を辞して伯父アンリ2世の次女のロレーヌ公女クロードと結婚した（クロードの姉ニコルはシャルルと結婚していた）。その後まもなく、フランス軍がロレーヌへ侵攻し、ニコラはフランスによるロレーヌの占領を認める条約に署名させられた。同年4月、ニコラはロレーヌから亡命した。
妃クロードとの間には5人の子が生まれたが、成人したのは2人である。
- フェルディナン・フィリップ（1639年 - 1659年）
- シャルル5世（1643年 - 1690年） - ロレーヌ公

1661年、ニコラは自ら退位して、兄シャルルに公位を返した。